# تازه کندموران
تازه کندموران نام روستایی در دهستان اجارود شرقی، بخش موران، شهرستان گرمی، استان اردبیل است که طبق سرشماری نفوس و مسکن مرکز آمار ایران ۱۲۵ نفر جمعیت دارد.